# Portorož
Portorož este o localitate din comuna Piran, Slovenia, cu o populație de 2.849 de locuitori.